# 2007 у кіно

## Події

### Оскар
79-та церемонія вручення премії Американської академії кіномистецтва відбулася 25 лютого 2007 року в Лос-Анджелесі.
- Найкращий фільм: Відступники
- Найкращий режисер: Мартін Скорсезе (Відступники)
- Найкраща акторка: Гелен Міррен (Королева)
- Найкращий актор: Форест Вітакер (Останній король Шотландії)
- Найкраща акторка другого плану: Дженніфер Гадсон (Дівчата мрії)
- Найкращий актор другого плану: Алан Аркін (Маленька міс Щастя)
- Найкращий анімаційний повнометражний фільм: Веселі ніжки

## Топ 10 Найкасовіших фільмів року
| Місце | Назва                                  | Студія                 | Світові касові збори, $ |
| ----- | -------------------------------------- | ---------------------- | ----------------------- |
| 1     | Пірати Карибського моря: На краю світу | Disney                 | 963 420 425             |
| 2     | Гаррі Поттер і Орден Фенікса           | Warner Bros.           | 939 885 929             |
| 3     | Людина-павук 3                         | Columbia               | 890 871 626             |
| 4     | Шрек III                               | Paramount / DreamWorks | 798 958 162             |
| 5     | Трансформери                           | Paramount / DreamWorks | 709 709 780             |
| 6     | Рататуй                                | Disney / Pixar         | 623 722 818             |
| 7     | Я — легенда                            | Warner Bros.           | 585 349 010             |
| 8     | Сімпсони                               | 20th Century Fox       | 527 071 022             |
| 9     | Скарб нації 2: Книга Таємниць          | Disney                 | 457 364 600             |
| 10    | 300 спартанців                         | Warner Bros.           | 456 068 181             |

## Фільми
Дивись Категорія: Фільми 2007
Світове кіно
- Золото проклятої копальні/ США

 Україна
- Інді
- Богдан-Зиновій Хмельницький
- Люблю тебе до смерті
- Свої діти
- Запорожець за Дунаєм

## Померли

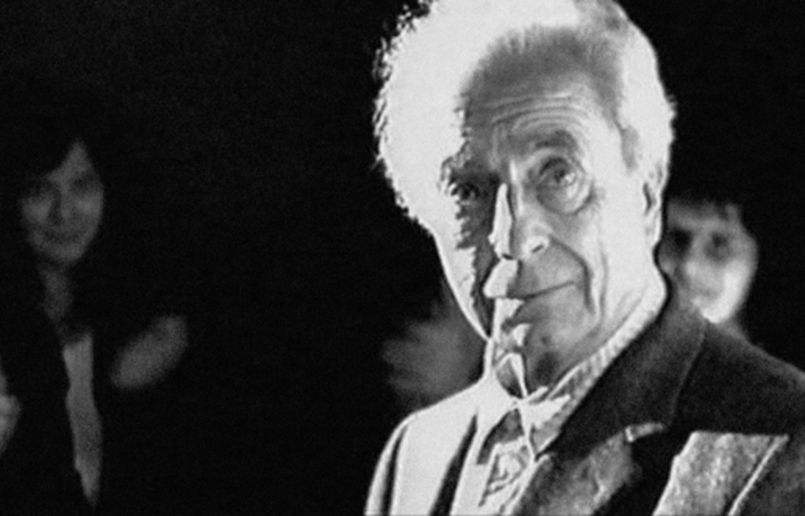
Антоніоні Мікеланджело (1912—2007)

- 2 січня: Вадим Вікторович Захарченко, радянський і російський кіноактор.
- 3 січня: Джудіт Андерсон, австралійська та американська акторка театру, кіно та телебачення.
- 4 січня: Склянський Георгій Ігорович, радянський і російський актор, режисер, сценарист, педагог.
- 8 січня:
  - Івонн де Карло, американська акторка.
  - Івао Такамото[en], японсько-американський аніматор, продюсер і режисер.
- 10 січня: Карло Понті, італійський продюсер.
- 8 лютого: Анна-Ніколь Сміт, американська фотомодель, акторка.
- 9 лютого: Ієн Річардсон, шотландський актор.
- 23 лютого: Корольков Геннадій Анатолійович, російський актор
- 26 лютого: Григор'єв Костянтин Костянтинович, російський радянський актор театру і кіно, сценарист.
- 4 березня: Сектименко Микола Григорович, радянський і український кіноактор.
- 11 березня: Бетті Хаттон, американська акторка, комедіантка і співачка.
- 25 березня: Носова Тамара Макарівна, радянська і російська акторка театру і кіно.
- 26 березня: Ульянов Михайло Олександрович, радянський і російський актор, режисер театру та кіно, театральний діяч.
- 3 квітня: Ткач Михайло Миколайович, український поет і кіносценарист.
- 7 квітня: Баррі Нельсон, американський актор.
- 19 квітня: Жан-П'єр Кассель, французький актор.
- 23 квітня: Склянський Георгій Ігорович, радянський і російський актор, режисер, сценарист, педагог.
- 27 квітня: Кирило Лавров, російський актор театру та кіно.
- 29 квітня: Митько Євген Миколайович, радянський російський сценарист українського походження.
- 16 травня: Лаврова Тетяна Євгенівна, радянська і російська акторка театру і кіно.
- 29 травня: Попков Володимир Михайлович, радянський і український кінорежисер, сценарист, актор.
- 30 травня: Жан-Клод Бріалі, французький актор, режисер, автор книг, менеджер та продюсер.
- 31 травня: Норейка Лаймонас, радянський і литовський актор.
- 9 червня: Усман Сембена, сенегальський кінорежисер, продюсер і письменник.
- 16 липня: Кононов Михайло Іванович, радянський і російський актор театру і кіно.
- 25 липня: Смирнова Лідія Миколаївна, радянська і російська акторка театру і кіно.
- 30 липня:
  - Мікеланджело Антоніоні, італійський кінорежисер.
  - Інгмар Бергман, шведський кінорежисер, сценарист. Інгмар Бергман (1918—2007)

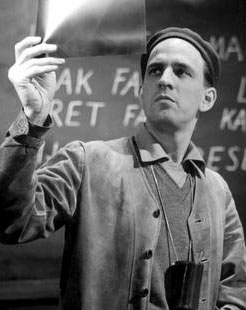
Інгмар Бергман (1918—2007)

- 12 серпня: Медведєва Наталія Павлівна, радянська акторка театру і кіно.
- 28 серпня: Мійоші Умекі, японсько-американська акторка і співачка.
- 10 вересня: Джейн Вайман, американська співачка, акторка.
- 12 вересня: Дасті Андерсон, американська акторка і модель.
- 22 вересня: Марсель Марсо, французький актор і художник, мім.
- 29 вересня: Луїс Максвелл[en], канадська акторка.
- 10 жовтня: Сошальський Володимир Борисович, радянський і російський актор театру і кіно.
- 14 жовтня: Раймон Пеллегрен, французький актор.
- 16 жовтня: Дебора Керр, шотландська акторка.
- 10 листопада: Волков Володимир Васильович, радянський і український актор.
- 11 листопада: Делберт Манн, американський режисер.
- 15 листопада: Лобова Тамара Григорівна, радянський російський кінооператор.
- 16 листопада: П'єр Граньє-Дефер, французький кінорежисер і сценарист.
- 13 грудня: Кручиніна Ольга Семенівна, радянський і російський художник по костюмах, художник кіно, педагог.
- 26 грудня: Меньшикова Ніна Євгеніївна, радянська і російська кіноакторка.